# Guillaume Lambert (acteur)
Pour les articles homonymes, voir Guillaume Lambert et Lambert.
Guillaume Lambert, né le 31 janvier 1984 à Sorel-Tracy (Québec, Canada), est un comédien, auteur, scénariste, réalisateur et écrivain québécois.

## Biographie
En 2006, il sort de l'École supérieure de théâtre de l'Université du Québec à Montréal (UQÀM), profil interprétation, avec son baccalauréat.
En 2010, il complète le programme Cinéma, dans le profil Scénarisation, de L'institut national de l'image et du son.
Après quelques apparitions dans des séries télévisées, il décroche un premier rôle récurrent dans la série Nouvelle Adresse où il incarne Patrice Lacroix pendant les deux dernières saisons (2014-2015). C'est toutefois la série humoristique Like-moi!, diffusée depuis janvier 2016, qui le fait connaître d'un plus large public.
Comme scénariste, il écrit ses propres films et des projets pour le web ou la télévision. Le court métrage Toutes des connes (2013), qu'il a écrit et dans lequel il tient le rôle principal, est présenté en première mondiale au festival du film de Sundance de 2014,, en plus de remporter le prix Jutra du meilleur court métrage en 2015.
À l'automne 2015, il publie son premier roman, Satyriasis (mes années romantiques), chez Leméac. En 2016, il publie également une nouvelle, "Je n'ai rien à dire (de plus)" dans le collectif L'Ère-seconde, publié chez Tête Première.
Le 14 mars 2017, la fiction web L'Âge adulte, qu'il a scénarisée et dans laquelle il tient un rôle principal, est mise en ligne sur ICI TOU.TV. La première saison de cette série a remporté deux Gémeaux, dont meilleure série web et le prix d’interprétation féminine pour Mylène Mackay. Elle a également remporté l'Olivier de la meilleure série web humoristique.
Guillaume Lambert a aussi réalisé un long métrage, Les Scènes fortuites, dans lequel il tient le premier rôle, notamment aux côtés de François Pérusse et Denis Lavant.

## Filmographie

### Acteur

#### Courts métrages
- 2009 : Plus ou moins 24 heures après la mort de Heath Ledger de Marie-Ève Beaumont : Guillaume
- 2011 : Valérie Cadieux auditionne de Marie-Ève Beaumont : l'ami pas connu
- 2012 : Chef de meute de Chloé Robichaud : le dresseur
- 2013 : Toutes des connes de François Jaros : Phil
- 2014 : Le Conférencier de lui-même : le conférencier
- 2015 : Puisqu'il le faut de Jean-Marc E. Roy : lui-même
- 2021 : Errance de lui-même

#### Long métrage
- 2018 : Les Scènes fortuites de lui-même : Damien Nadeau-Daneau
- 2022 : Niagara de lui-même : Tommy

#### Film d'Animation
- 2025 :  Zoopocalypse : Félix

#### Télévision et webséries
- 2014 : Tout le monde frenche (websérie) : Félix
- 2015 - 2016 : Nouvelle Adresse (saisons 2 et 3) : Patrice Lacroix
- 2016 - présent : Like-moi! : personnages multiples
- 2017 : Les Beaux Malaises : Claude Dagenais (1 épisode)
- 2017 - 2019 : L'Âge adulte (websérie) : Tom Noël (8 épisodes)
- 2019 : Avec ou sans cash (Saison 3) : lui-même (13 épisodes)
- 2020 : Les Suppléants : lui-même (4 épisodes)
- 2020 - 2022 : Les Mecs : Dan
- 2021 - 2023 : L'Échappée : Paul-Omer Desforges
- 2022 : Complètement Lycée : Drew
- 2022 - 2023 : La Confrérie : Bruno Brodeur
- 2023 : Les dragouilles : voix de la branchée

### Scénariste

#### Télévision
- 2021 : Audrey est revenue (co-scénarisé avec Florence Longpré) de Guillaume Lonergan

#### Cinéma
- 2013 : Toutes des connes (court métrage) de François Jaros
- 2014 : Le Conférencier (court métrage) de lui-même
- 2018 : Les Scènes fortuites de lui-même
- 2021 : Errance (court métrage) de lui-même
- 2022 : Niagara de lui-même

### Réalisateur

#### Cinéma
- 2014 : Le Conférencier (court métrage)
- 2018 : Les Scènes fortuites
- 2021 : Errance (court métrage)
- 2022 : Niagara

## Théâtre et scène
- 2011 : Le Cycle de la boucherie, (mise en scène Dave St-Pierre) : le fils (rôle principal)[13].
- 2015 :  Le Guillaume Lambert Show[14], (mise en scène Sarah-Ève Grant-Lefebvre)[15] : lui-même

## Littérature
- 2015 : Satyriasis : (mes années romantiques), Montréal, Leméac Éditeur, 9 septembre 2015, 120 p. (ISBN 9782760947139)[9]
- 2016 : L'ère-seconde (collectif), Portraits d'une génération entre deux millénaires, Tête première, 31 mai 2016, 200 p. (ISBN 9782924207581)[11]
- 2022 : Eschatologie (l'effondrement), Montréal, Leméac Éditeur, 12 octobre 2022,112 p.  (ISBN 978-2-7609-4906-5)

## Radio et balado
- 2021 : C'est quoi les chances?, Balado sur l’application Ohdio de Radio-Canada[16].

## Récompenses
- 2015 : Prix Jutra du meilleur court métrage pour Toutes des connes[8],[17].
- 2016 : Grand prix Ça m'allume du gala des Zapettes d'or pour Like-moi![18],[19].
- 2016 : Olivier de la meilleure série humoristique à la télévision pour Like-moi![20].
- 2016 : Prix Gémeaux de la meilleure série humoristique pour Like-moi![21].

### Chroniques surSatyriasis
- Luc Boulanger, « Guillaume Lambert: l'amour au temps des émoticônes », sur La Presse.ca, 7 octobre 2015 (consulté le 26 décembre 2016)
- « La littérature gaie en 2015, des romans pour tous », sur Radio-Canada.ca, 18 novembre 2015 (consulté le 26 décembre 2016)
- « La recrue du mois : Satyriasis (mes années romantiques) », sur La recrue.org, 14 décembre 2015 (consulté le 26 décembre 2016)

### À propos deLike-moi!
- Nathalie Slight, « «Like-moi»: Une génération (trop) branchée », sur TV hebdo.com, 17 décembre 2015 (consulté le 26 décembre 2016)
- « L'aventure Like-moi! racontée par trois comédiens », sur Radio-Canada.ca, 8 mai 2016 (consulté le 26 décembre 2016)